# 王氏球蛛
王氏球蛛（学名：Theridion wangi）为球蛛科球蛛属的动物。在中国大陆，分布于湖北、甘肃等地。该物种的模式产地在湖北神农架、甘肃文县。